# Тервете (река)
Те́рвете (устар. Тервет; латыш. Tērvete, Tērvīte) или Тя́рвяте (лит. Tervetė) — река в Латвии и Литве. В Латвии течёт по территории Добельского и Елгавского краёв, в Литве — по территории Акмянского и Ионишкского районов. Левый приток нижнего течения Свете.
Длина — 68 км (по другим данным — 69 км). Начинается в полях на границе Круопяйского староства и Укрской волости, к югу от населённого пункта Укри. Течёт по Земгальской равнине, преимущественно на северо-восток. Устье Тервете находится на высоте 0,7 м над уровнем моря, в 12 км по левому берегу реки Свете, на территории Ливберзской волости, около западной окраины города Елгава. Уклон — 1,1 м/км, падение — 74 м. Площадь водосборного бассейна — 440 км². Объём годового стока — 0,08 км³.
Основные притоки:
- правые: Реньге, ручей Айлес, канава Эллитес, Содите, ручей Брамбергес;
- правые: Церпайне, Свепайне, Скуяйне, Эглоне[11].